# Narzan Kisłowodzk
Narzan Kisłowodzk (ros. Футбольный клуб «Нарзан» Кисловодск, Futbolnyj Kłub "Narzan" Kisłowodzk) – rosyjski klub piłkarski z siedzibą w Kisłowodzku w kraju stawropolskim.

## Historia
Chronologia nazw:
- 1961—1965: Trudowyje Riezierwy Kisłowodzk (ros. «Трудовые Резервы» Кисловодск)
- 1966—1967: Spartak Kisłowodzk (ros. «Спартак» Кисловодск)
- 1968—1991: Narzan Kisłowodzk (ros. «Нарзан» Кисловодск)
- 1991—1993: Asmarał Kisłowodzk (ros. «Асмарал» Кисловодск)
- 1994—2000: Olimp Kisłowodzk (ros. «Олимп» Кисловодск)
- 2001: SCOP Kisłowodzk (ros. СЦОП Кисловодск)
- 2011—...: Narzan Kisłowodzk (ros. «Нарзан» Кисловодск)

Piłkarska drużyna Trudowyje Riezierwy została założona w 1961 w mieście Kisłowodzk.
W 1961 zespół debiutował w Klasie B, strefie 4 Mistrzostw ZSRR. W 1963 po reorganizacji systemu lig w ZSRR został zdegradowany do Klasy B, strefy 3, w której występował do 1969. W 1970 po kolejnej reorganizacji systemu lig zmagał się w niższej Klasie B, strefie 2, podgrupie 2. Klub również nazywał się Spartak Kisłowodzk i Narzan Kisłowodzk. Potem występował w rozgrywkach lokalnych.
Dopiero w 1991 pod nazwą Asmarał Kisłowodzk startował w Drugiej Niższej Lidze.
W Mistrzostwach Rosji klub debiutował w Pierwszej Lidze, grupie zachodniej, w której występował dwa sezony. W 1994 po reorganizacji systemu lig w Rosji został zdegradowany do Trzeciej Ligi, strefy 1, gdzie zmienił nazwę na Olimp Kisłowodzk. W 1996 awansował do Drugiej Ligi, grupy zachodniej, ale po roku spadł do Trzeciej Ligi. 
W 2001 przyjął nazwę SCOP Kisłowodzk i startował w rozgrywkach Ligi Amatorskiej. Po zakończeniu sezonu 2001 klub został rozformowany.
Od 2011 drużyna o nazwie Narzan Kisłowodzk' gra w rozgrywkach regionalnych Kraju Stawropolskiego.

## Sukcesy
- Klasa B ZSRR, strefa 4:
  - 11 miejsce: 1961
- Puchar ZSRR:
  - 1/128 finalista: 1961
- Rosyjska Pierwsza Liga, grupa zachodnia:
  - 11 miejsce: 1992
- Puchar Rosji:
  - 1/64 finalista: 1993, 1997